# Aspidochirotida
Aspidochirotida è un ordine di echinodermi.

## Famiglie
- Famiglia Holothuriidae  Burmeister, 1837
- Famiglia Mesothuriidae  Smirnov, 2012
- Famiglia Stichopodidae  Haeckel, 1896
- Famiglia Synallactidae  Ludwig, 1894

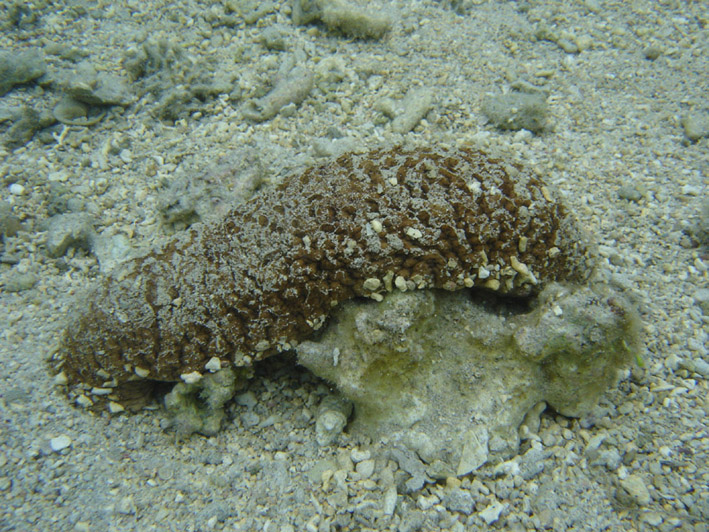
Actinopyga echinites
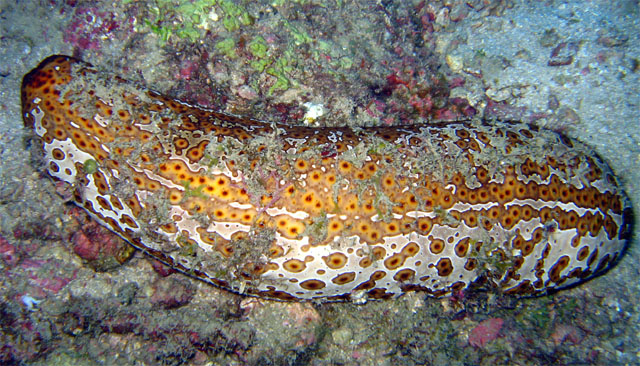
Bohadschia argus
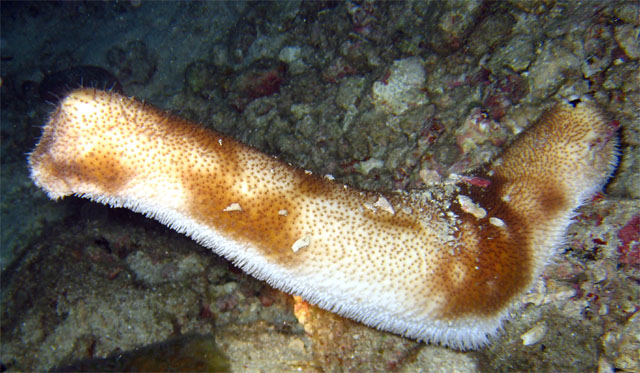
Bohadschia marmorata

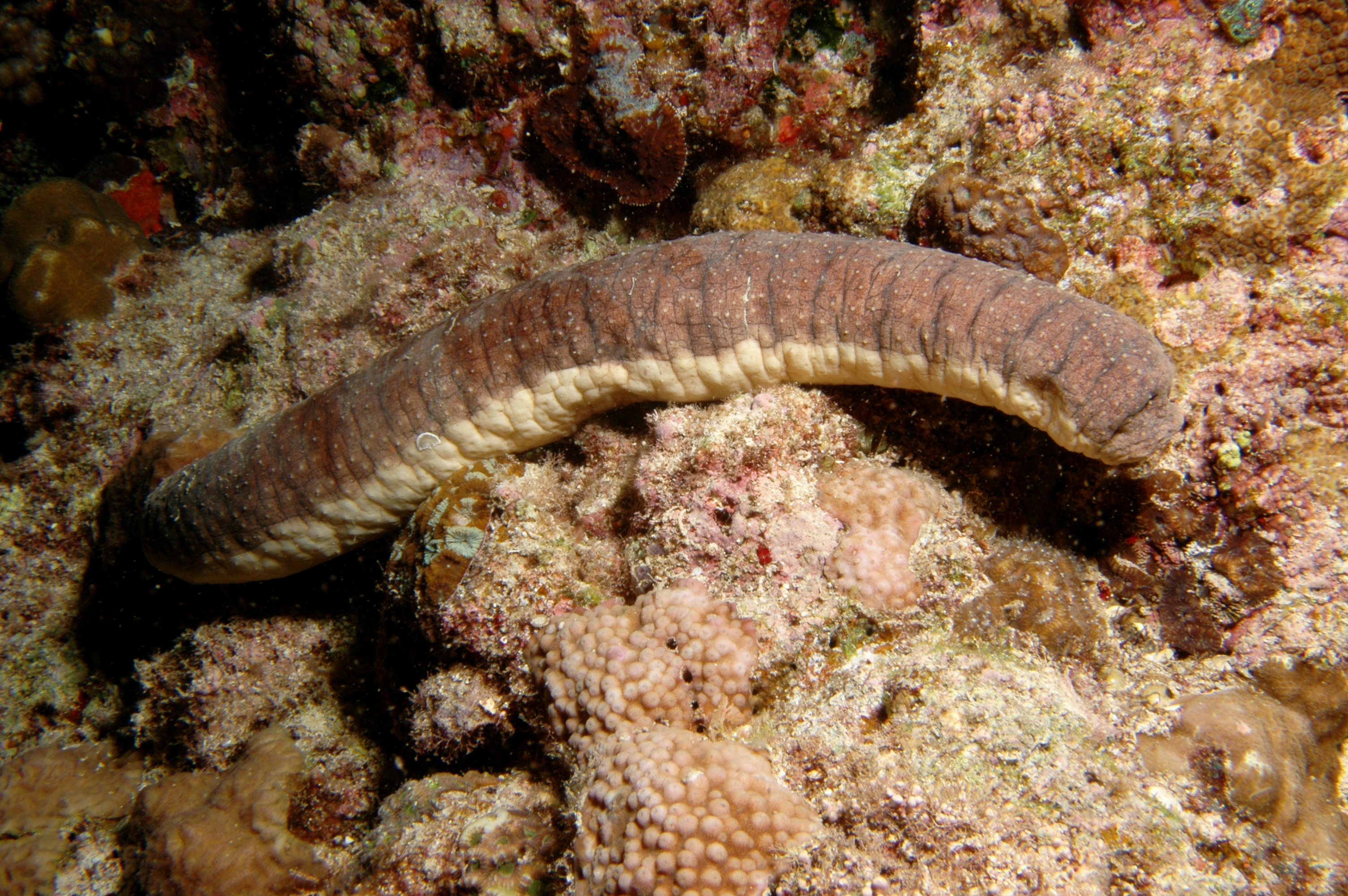
Holothuria edulis
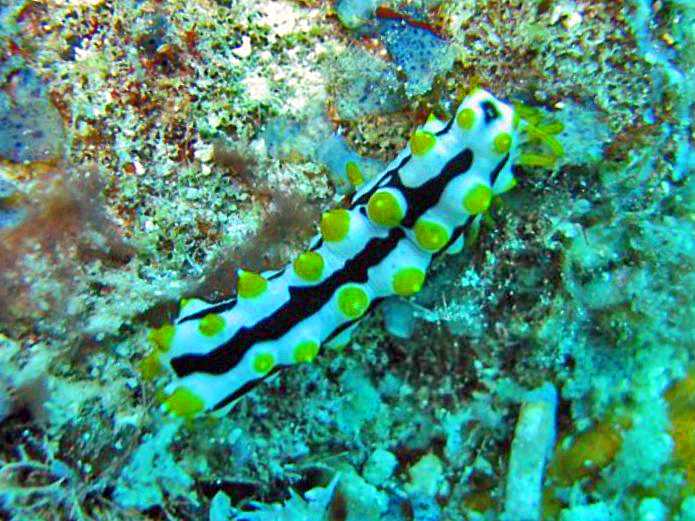
Bohadschia graeffei
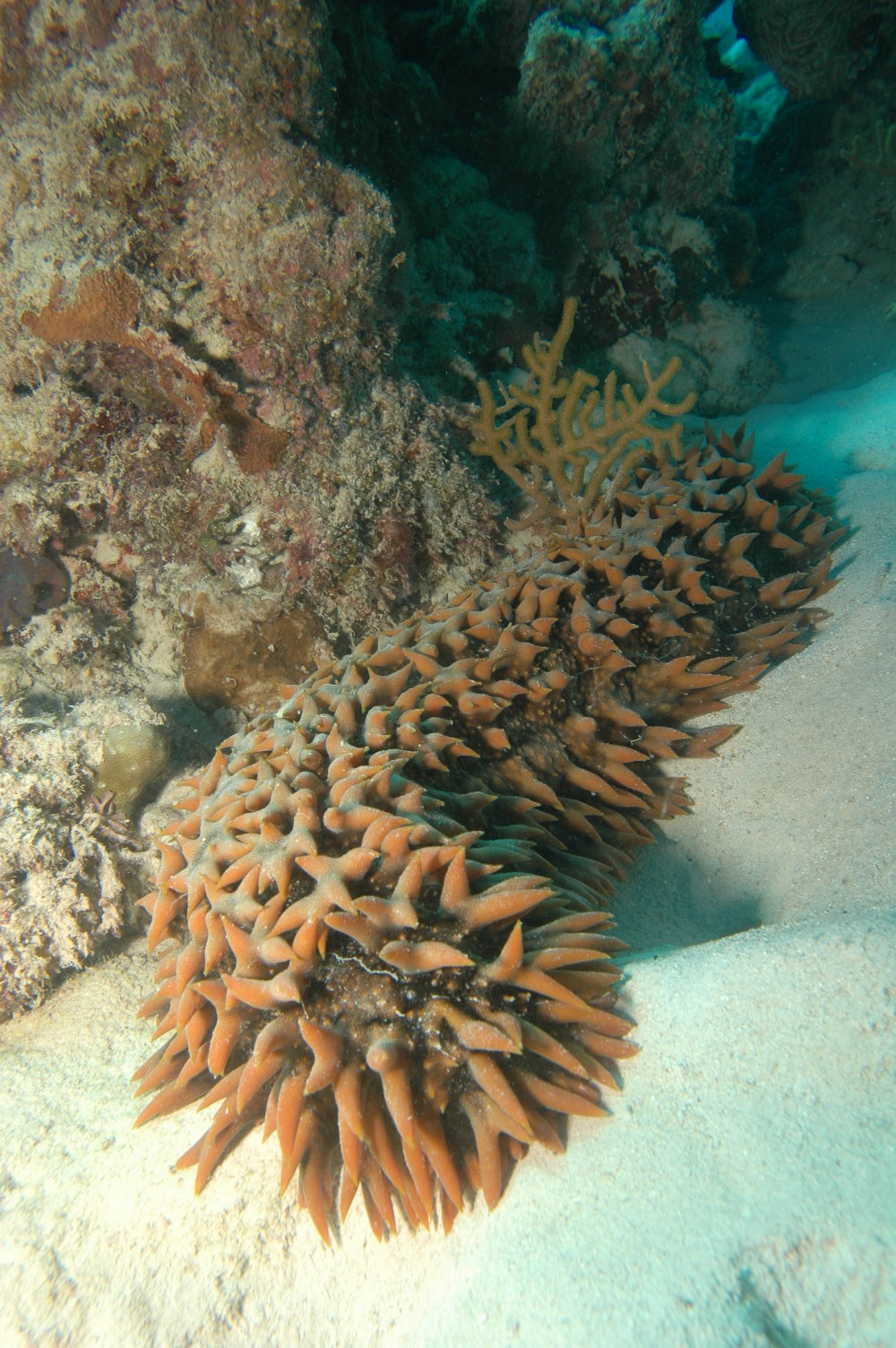
Thelenota ananas
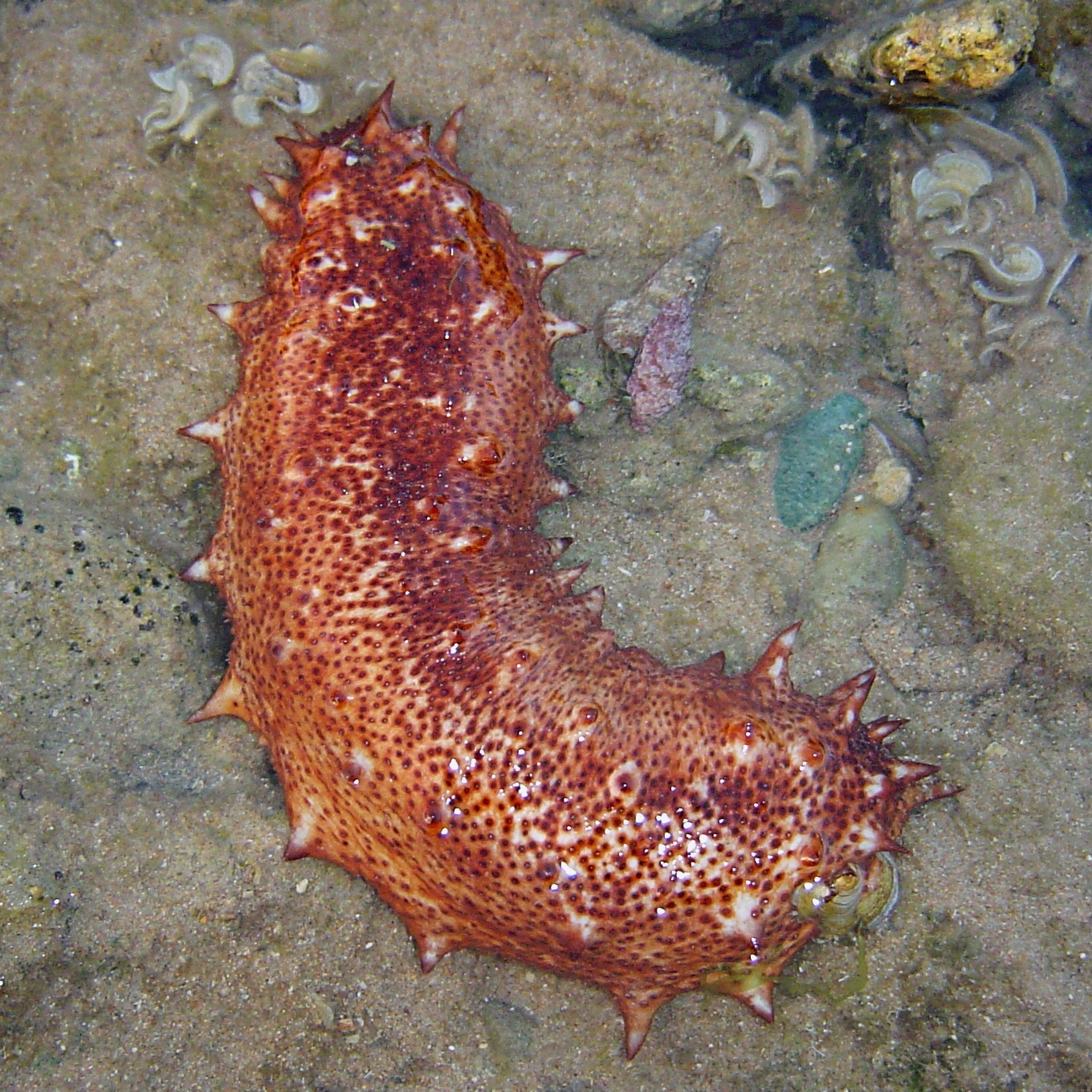
Parastichopus regalis

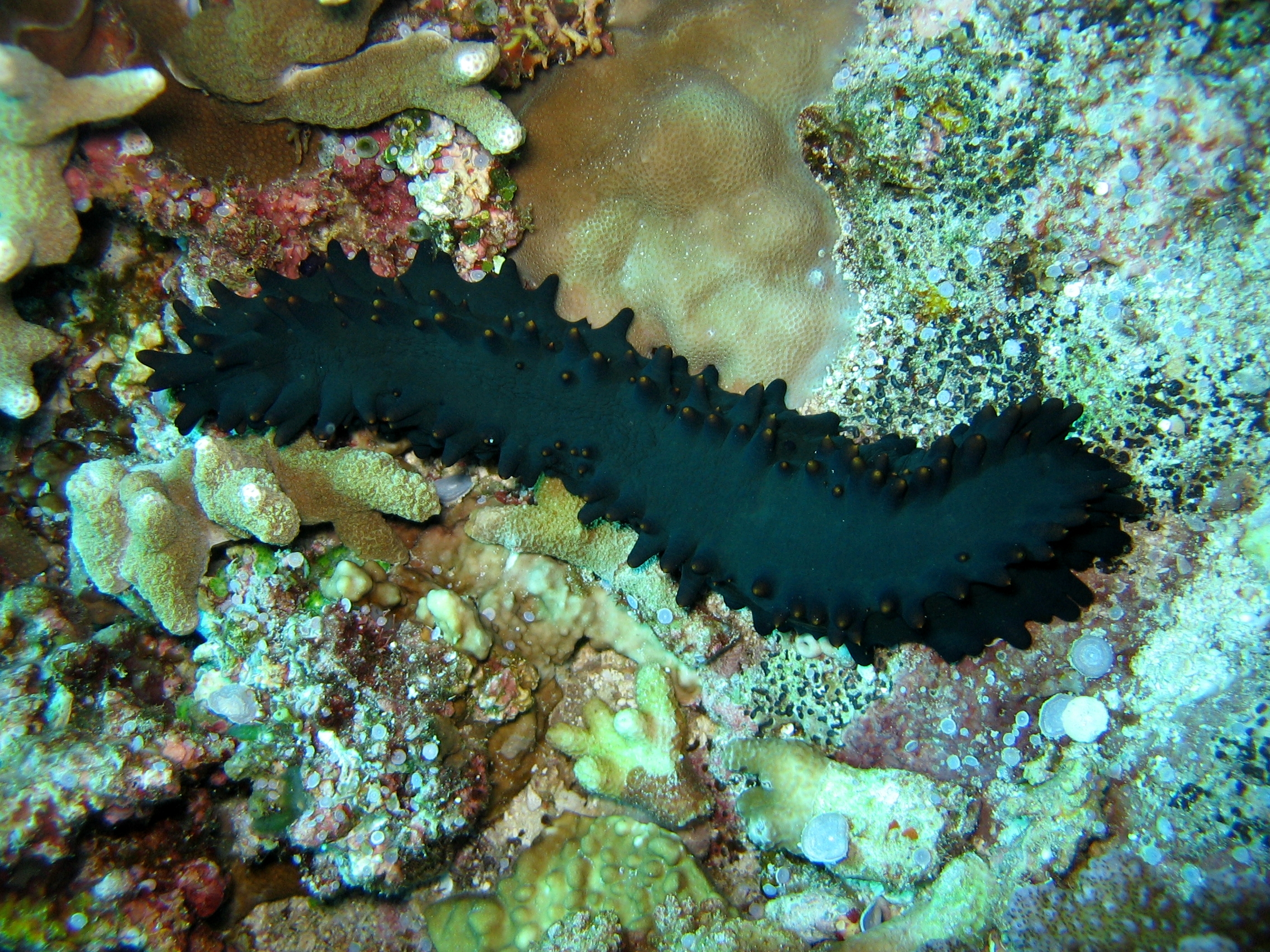
Stichopus chloronotus
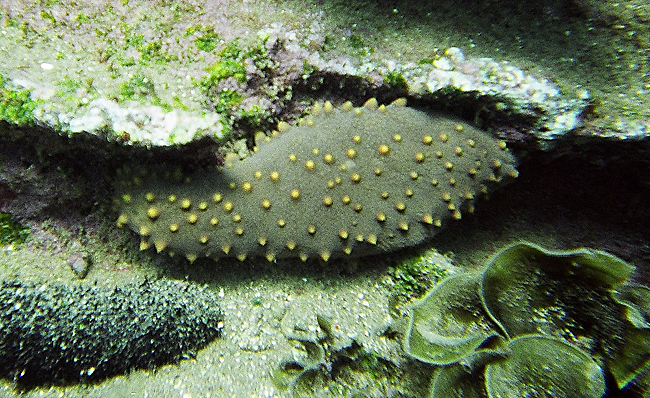
Stichopus fuscus
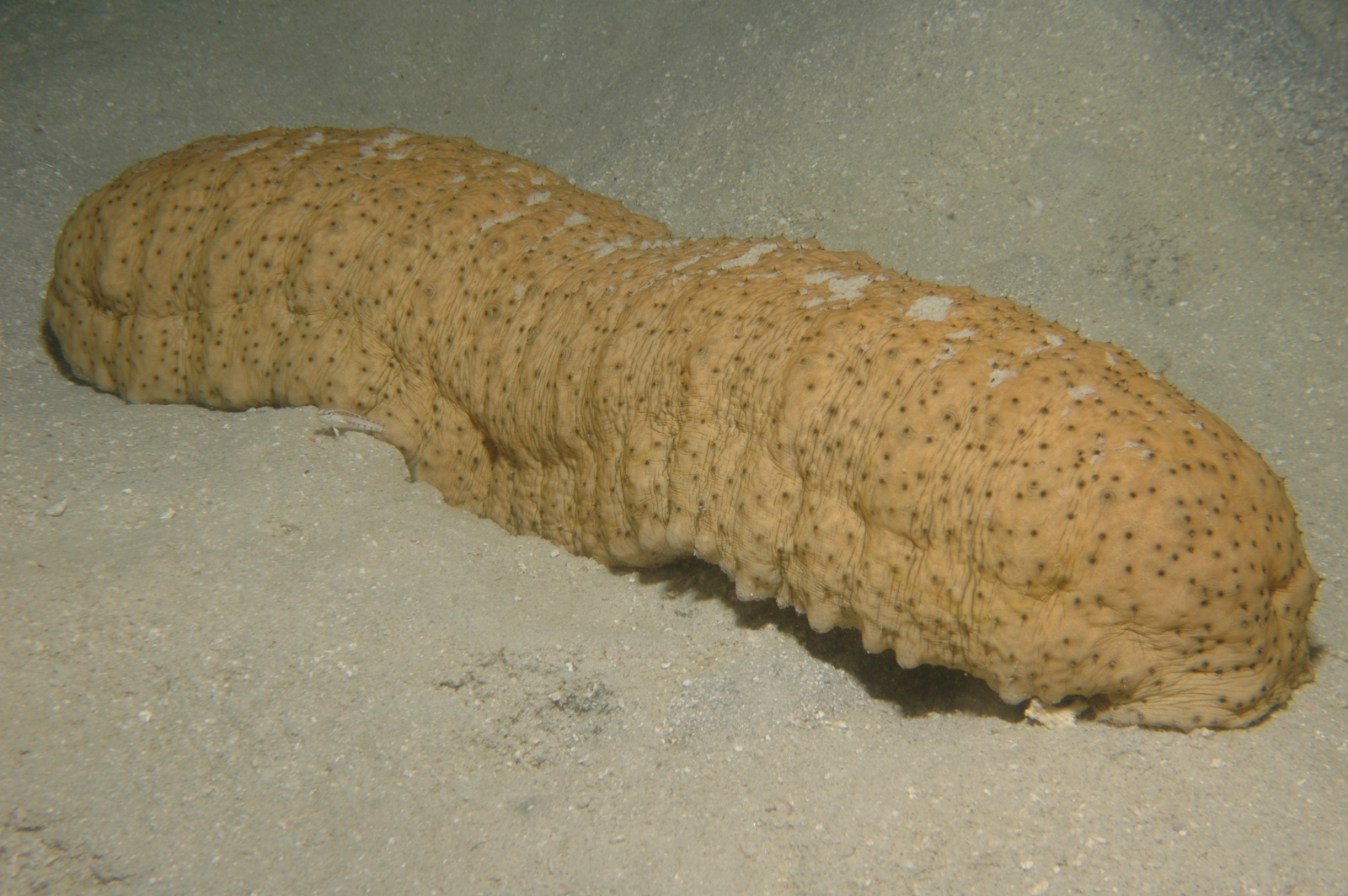
Stichopus herrmanni